# Château de Chaumont (Haute-Marne)
Pour les articles homonymes, voir Château de Chaumont.
Le château de Chaumont est un château situé à Chaumont dans le département de la Haute-Marne en région Grand Est.

## Historique

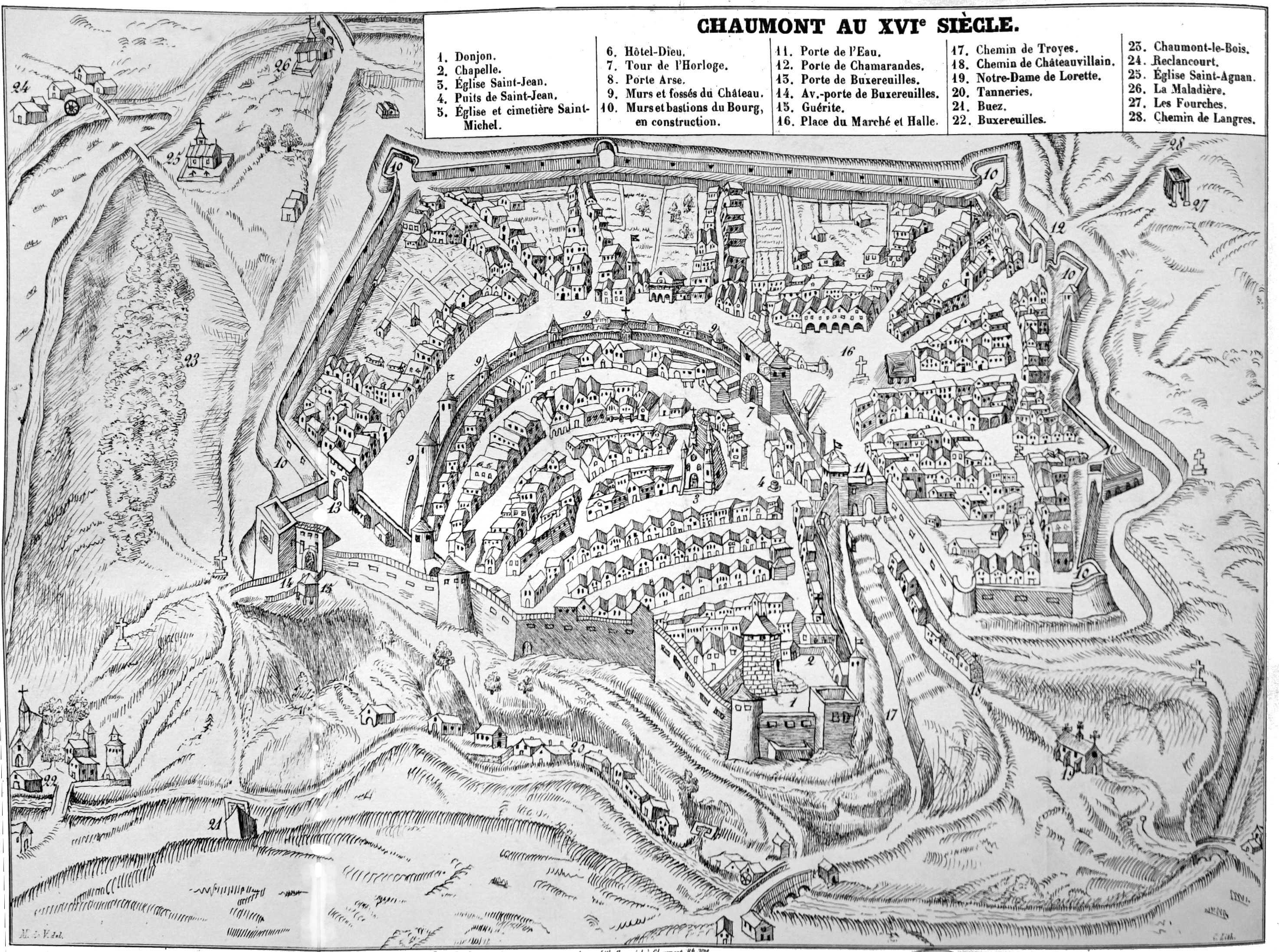
Le château sur une carte du XVIe.

## Protection
Le donjon est inscrit au titre des monuments historiques par arrêté du 13 juillet 1926.

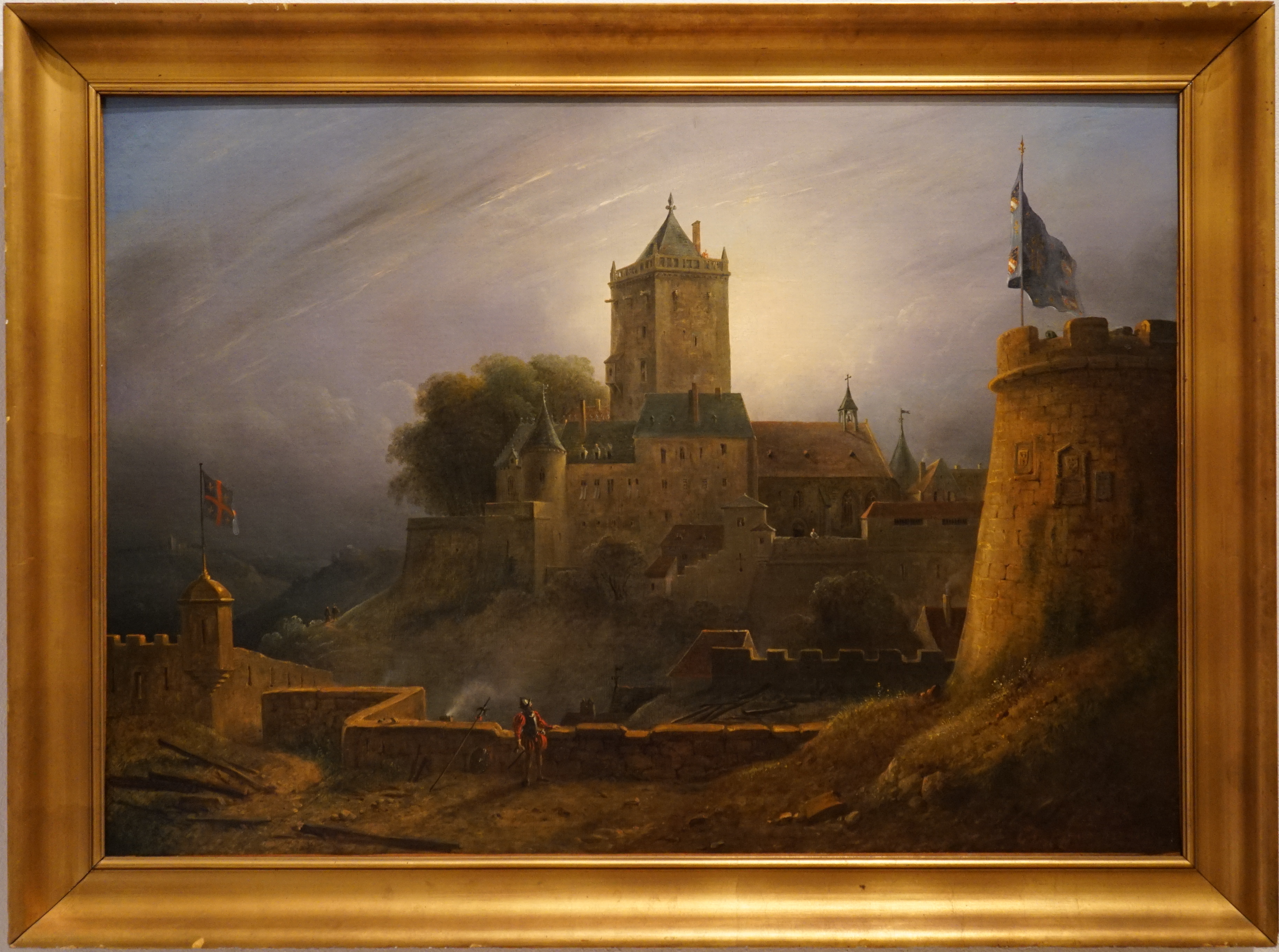
Le château par Pernot.

## Description

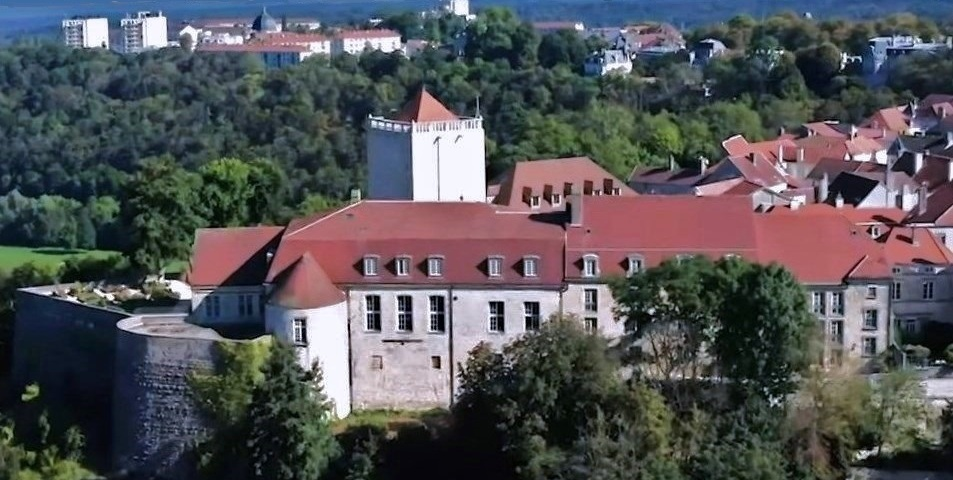
le Château et son Donjon

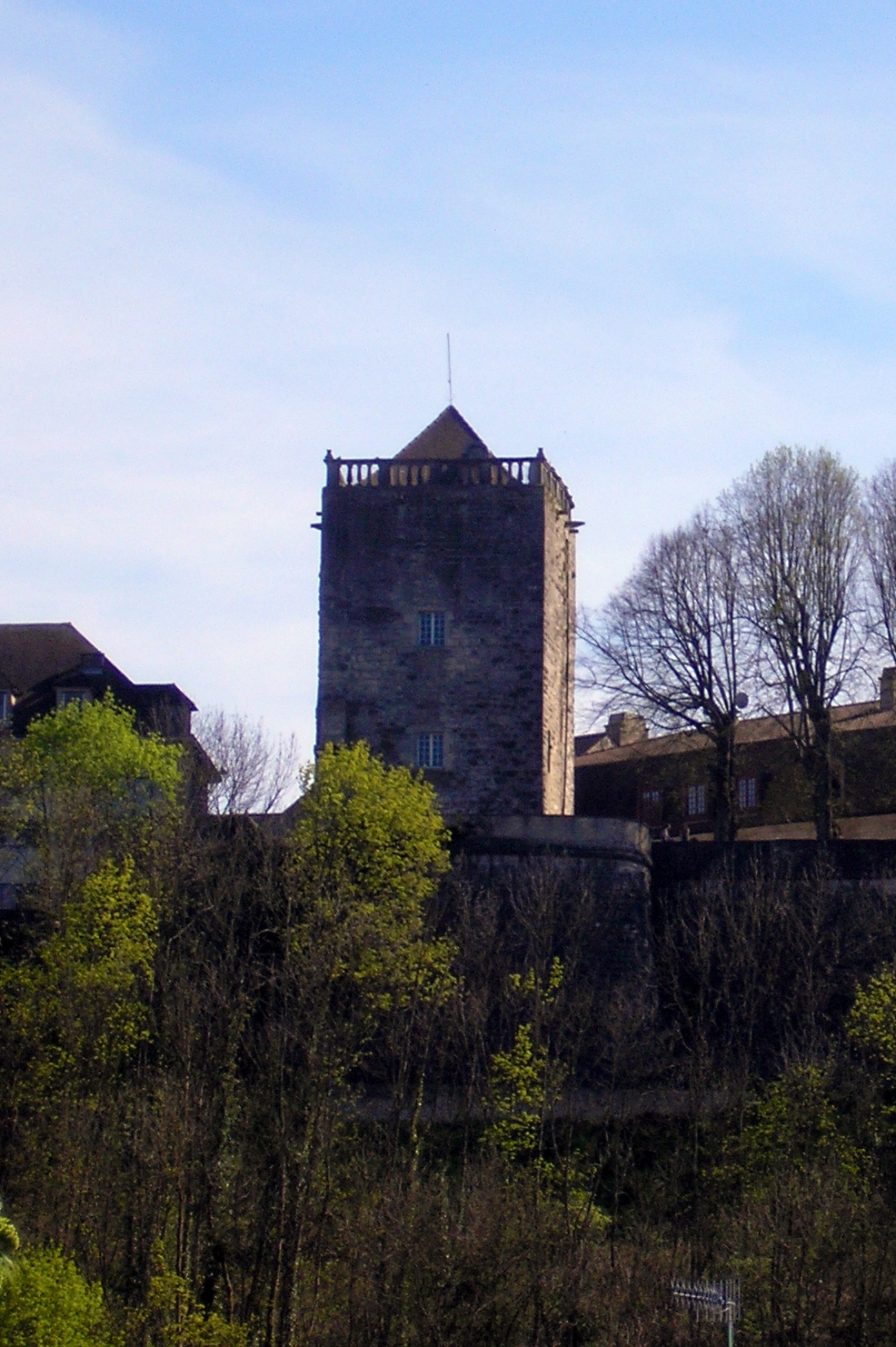
Le donjon des comtes de Champagne.

L'ancien château (XIIe siècle) domine la vallée de la Suize et de la Marne, pour des raisons stratégiques. Il est l'effigie de la puissance des comtes de Champagne. Il est composé de douze tours et de trois portes. Le donjon a été construit à la même époque.
Dernier témoignage du château des comtes de Champagne, il fut construit sur un éperon rocheux qui domine la vallée de la Suize, et est considéré comme le « berceau de la ville ». La tour médiévale haute de 19 m a conservé son aspect d'origine avec ses murailles à bossage épaisses de 2,60 m (au pied) et de 1,50 m (au sommet). À l'origine élément du système défensif du château, il sera par la suite transformé en prison (vers 1830). Ses murs intérieurs conservent encore de nombreux témoignages de cette époque sous forme de graffitis gravés dans la pierre par les prisonniers. Au pied du donjon, les salles basses de l'ancien château abritent le musée d'art et d'histoire de la ville. Le donjon est aussi dénommé « tour Hautefeuille », par le simple fait que les comtes d'Hautefeuille, connus par leurs présences au Mont Aimé et en Picardie furent seigneurs de ces lieux avant les comtes de Champagne.

## Valorisation du patrimoine
Le château reçoit le musée d'art et d'histoire de Chaumont, inscrit Musée de France.